# 塩野谷正幸
塩野谷正幸（日语：／、1953年8月14日—），日本演員，屬於流山兒★事務所。新潟縣出身。神奈川大學肄業。是以舞台與電影為中心的實力派演員。

## 外部連結
- プロフィール （页面存档备份，存于）